# Герб Пруенси-а-Нови
Ге́рб Пруе́нси-а-Но́ви — офіційний символ містечка Пруенса-а-Нова, Португалія. Використовується як територіальний герб. У срібному щиті зелений корковий дуб із золотими жолудями і чорним кореневищем. У червоній главі щита срібний мальтійський хрест. Щит увінчує срібна мурована містечкова корона з чотирма вежами.  Під щитом біла стрічка, на якій великими літерами напис португальською: «vila de Proença-a-Nova» (містечко Пруенса-а-Нова).  Офіційно затверджений 16 січня 1934 року.  

## Галерея

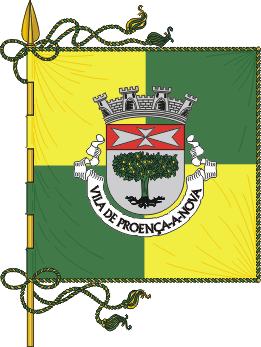
Прапор